# Фойзисберг
Фойзисберг (нем. Feusisberg) — коммуна в Швейцарии, в кантоне Швиц.
Входит в состав округа Хёфе. Население составляет 5350 человек (на 31 декабря 2019 года). Официальный код — 1321.